# Bird Cove
Bird Cove är en ort i Kanada.   Den ligger i provinsen Newfoundland och Labrador, i den östra delen av landet, 1 500 km öster om huvudstaden Ottawa. Bird Cove ligger 1 meter över havet och antalet invånare är 137.
Terrängen runt Bird Cove är huvudsakligen platt, men åt sydost är den kuperad. Havet är nära Bird Cove åt nordväst.Trakten runt Bird Cove är nära nog obefolkad, med mindre än två invånare per kvadratkilometer.. Det finns inga andra samhällen i närheten. 